# Edentata
Edentata je nepřirozená a dnes již neužívaná skupina placentálních savců, která sdružuje několik malých (na počet recentních druhů) skupin, které se vyznačují velmi primitivními zuby nebo jejich úplnou absencí. Živí se hlavně hmyzem (mravenci apod.), pouze lenochodi jsou převážně býložraví.
Dnes je zřejmé, že zatímco jihoameričtí pásovci, lenochodi a mravenečníci patří k sobě do skupiny chuzozubých (Xenarthra), afričtí a asijští luskouni jsou příbuzní šelmám a patří tedy do velké skupiny Boreoeutheria a africký hrabáč je příbuzný slonů a spolu s nimi patří do skupiny Afrotheria.